# Błażejowice (Brzeg)
Pour les articles homonymes, voir Błażejowice.
Błażejowice est une localité polonaise du gmina de Lewin Brzeski, située dans le powiat de Brzeg (voïvodie d'Opole).